# Шорфхайде (посёлок)
Шо́рфхайде (нем. Schorfheide) — община в Германии, в земле Бранденбург. Находится у западной границы одноимённого лесного массива.
Входит в состав района Барним. Население составляет 10 234 человека (на 31 декабря 2010 года). Занимает площадь 236,80 км².
Коммуна подразделяется на 9 сельских округов: Финофурт и другие.
| Год  | Население |
| ---- | --------- |
| 2005 | 10 461    |
| 2010 | 10 172    |

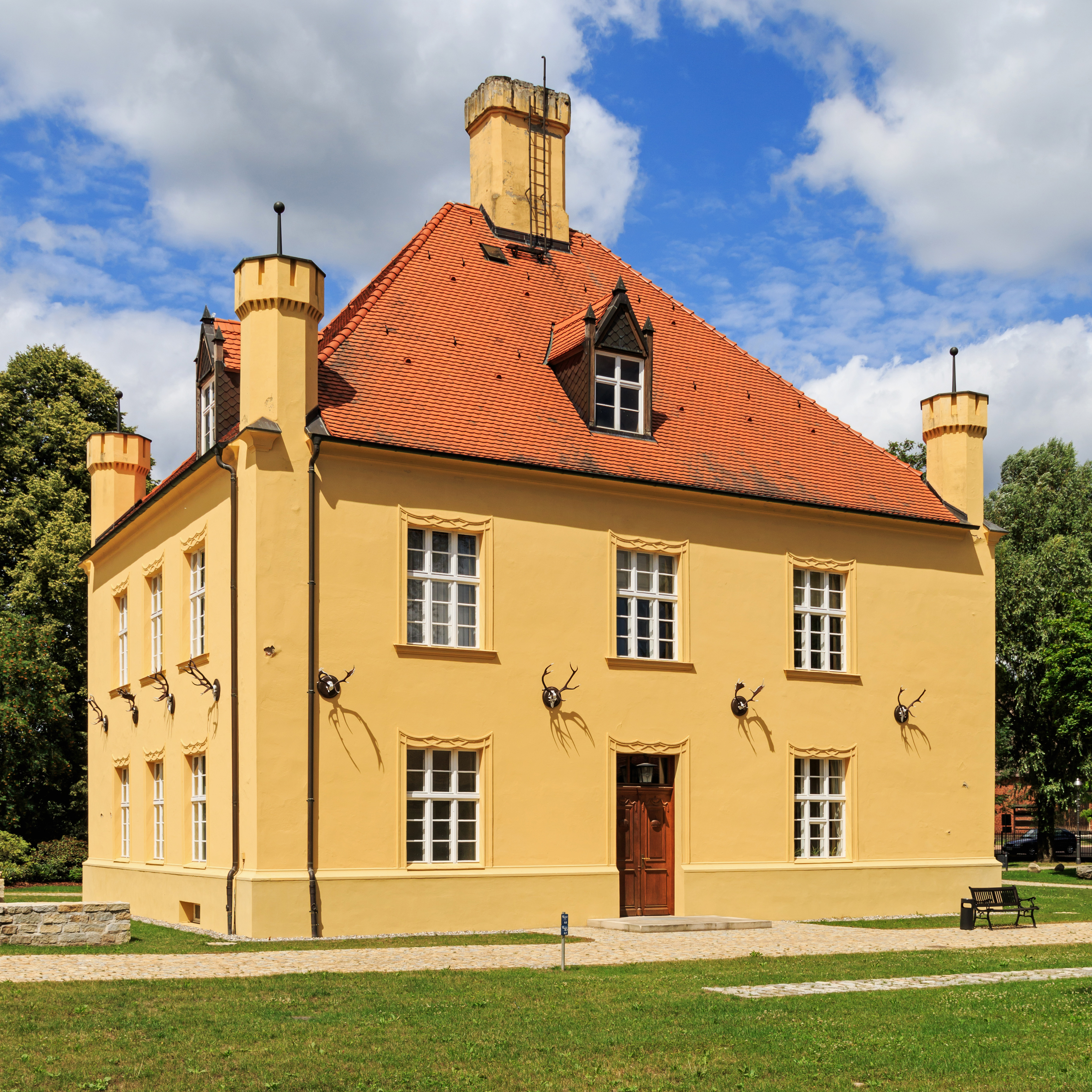
Охотничий замок Гросс Шёнебек
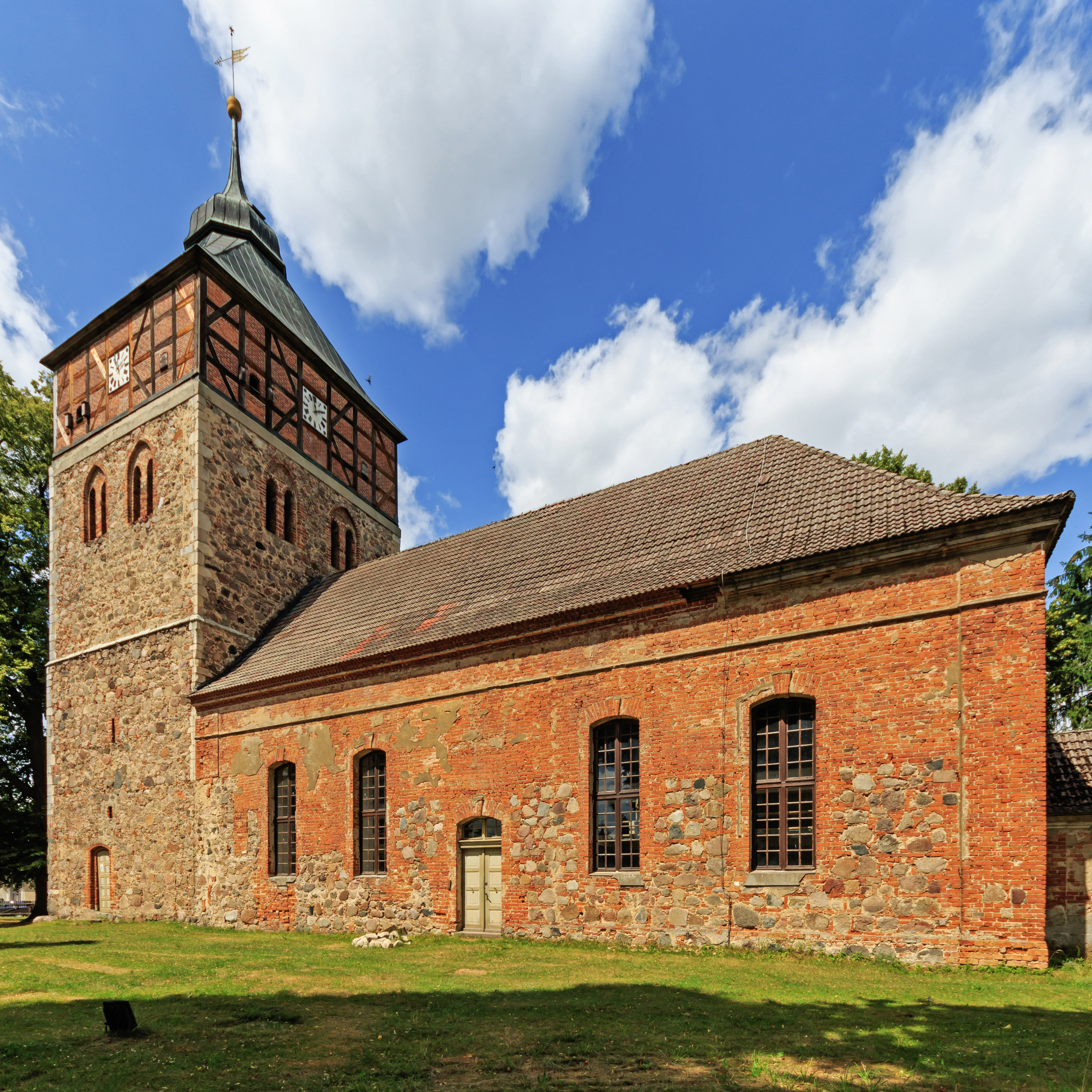
Деревенская церковь
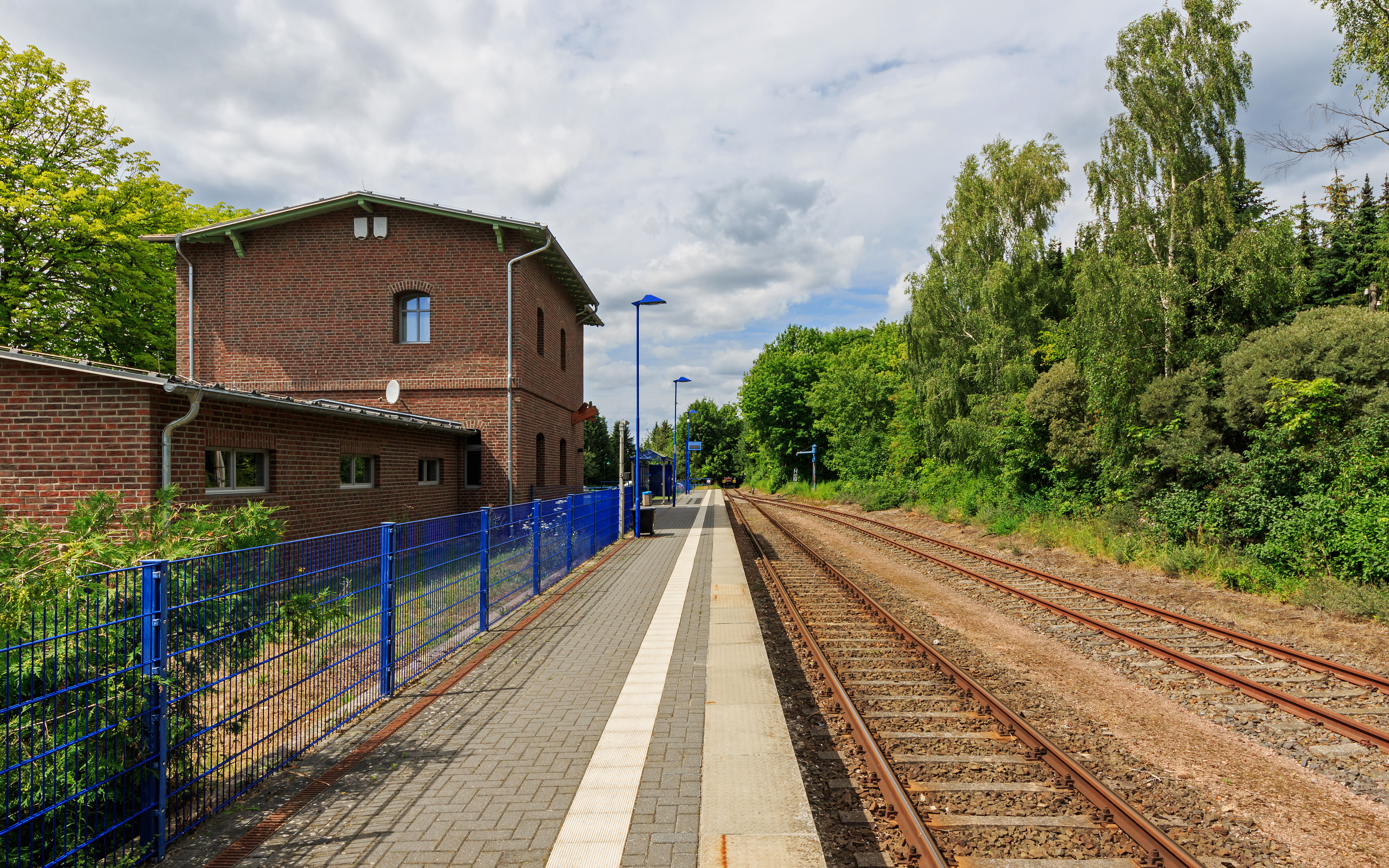
Железнодорожная станция
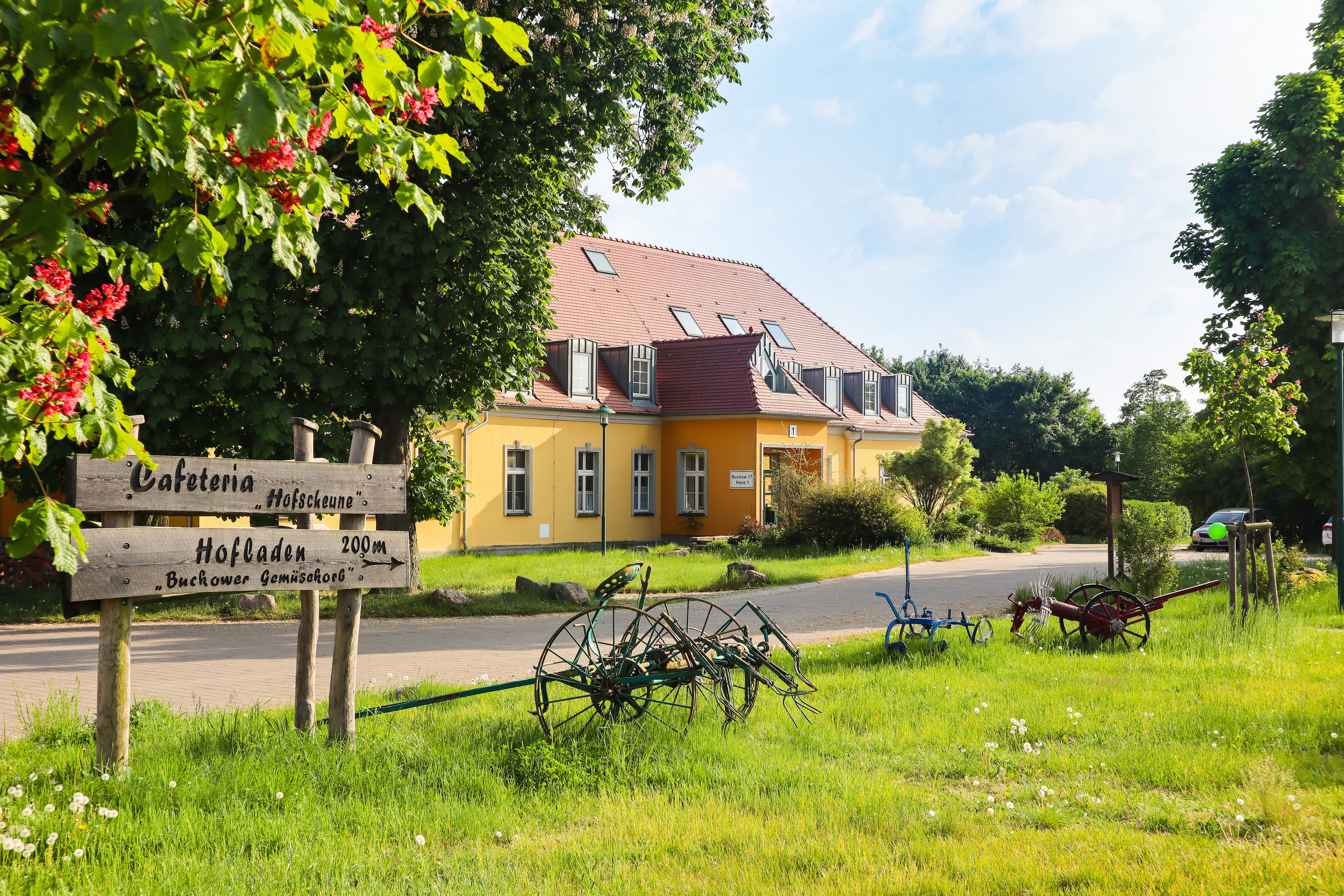
Buckow als Gemeindeteil
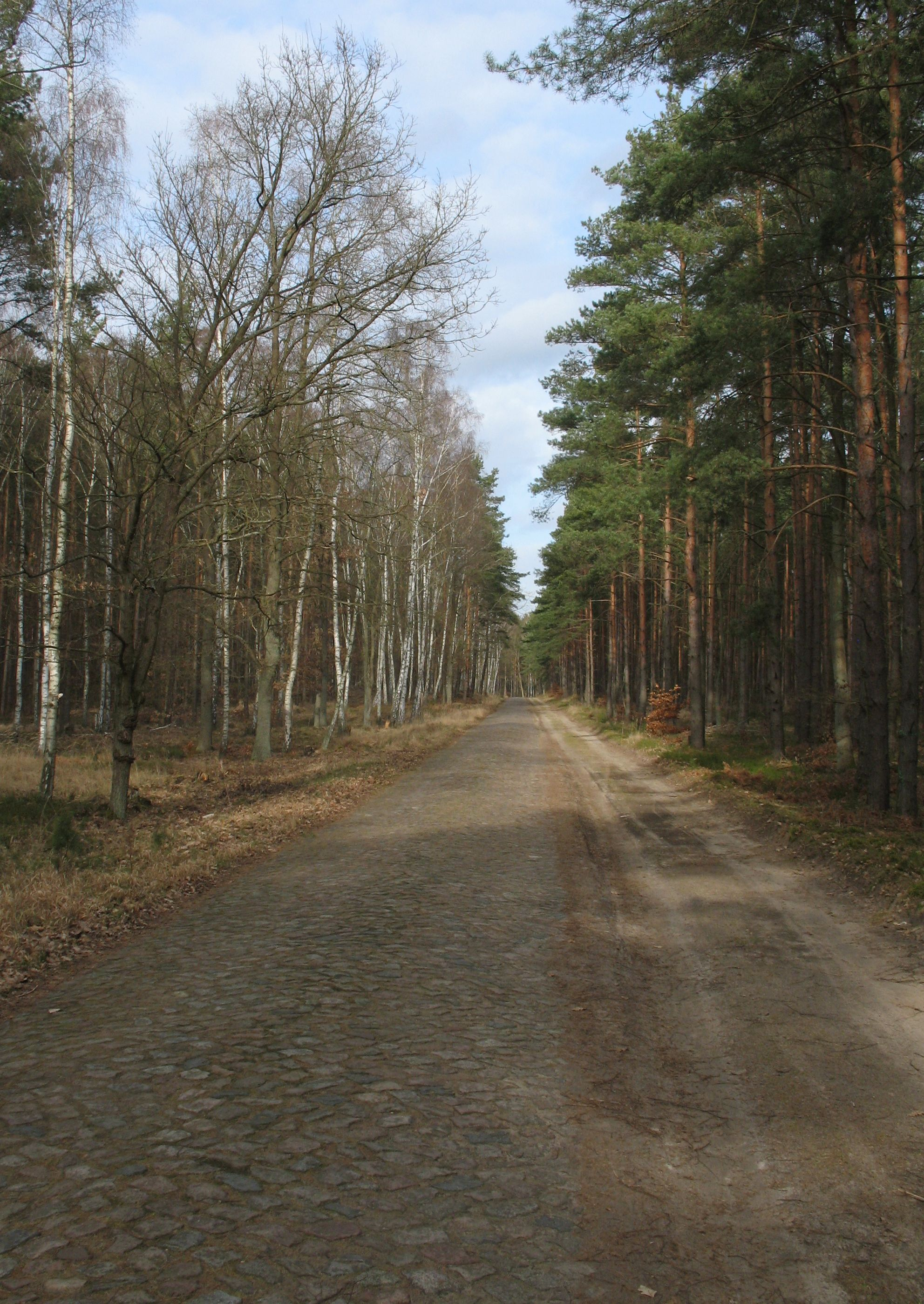
Straße von Schluft nach Zehdenick-Kurtschlag
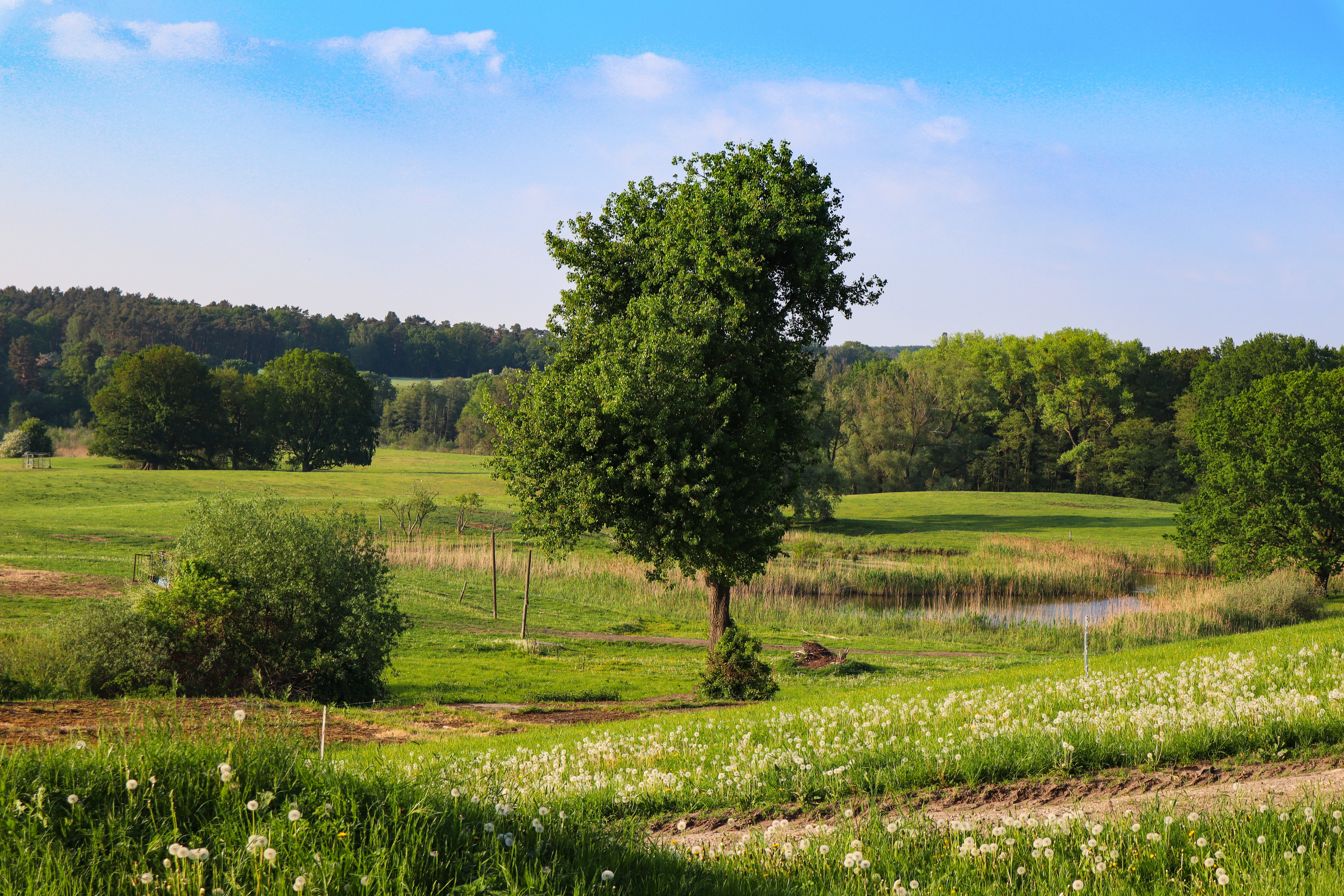
Naturraum Barnim, bei Buckow